# Podagrionella indarbelae
Podagrionella indarbelae is een vliesvleugelig insect uit de familie Torymidae. De wetenschappelijke naam is voor het eerst geldig gepubliceerd in 1988 door Narendran & Sureshan.